# Verkhoiansk
Verkhoiansk (russo: Верхоя́нск) é uma cidade na república de Sakha, Rússia. Situada no rio Yana, perto do círculo polar ártico, a 675 quilômetros de Yakutsk. Há um porto , um aeroporto, um depósito de coleta, e o centro possui uma área de levantamento. População: 1.434 (conforme Censo de 2002). Preserva o status da cidade somente historicamente; é uma das menores cidades da Rússia. Um estabelecimento cossaco foi fundado no sudoeste no ano de 1638,a 90 quilômetros da cidade moderna. Em 1775 foi movido para a margem esquerda do rio Yana, para facilitar a coleção de imposto. Recebeu o status da cidade em 1817. Entre 1860 até 1917 a cidade era um lugar de exílio político. 
Verkhoyansk é conhecida principalmente por suas temperaturas excepcionalmente baixas no inverno, com uma média de janeiro de −50°C. Encontra-se na área mais fria do hemisfério do norte e, junto com Oymyakon, é um dos lugares considerado o pólo norte do frio. A temperatura mais baixa registrada em 1892, foi −69.9°C. A amplitude térmica em Verkhoyansk é em média de 105°C: de −68°C a 38.0°C. Isto faz de Verkhoyansk, juntamente as cidades russas de Oymyakon e Yakutsk, as únicas cidades no mundo onde a Amplitude térmica pode variar mais que 100 °C.